# Nicolas Roy
Nicolas Roy (Amos, Quebec, 5 de febrero de 1997) es un jugador profesional canadiense de hockey sobre hielo que se desempeña en la posición de centro en Vegas Golden Knights, equipo de la National Hockey League (NHL).

## Carrera
Fue seleccionado en la cuarta ronda en la NHL Entry Draft de 2015. En 2017 hizo su debut profesional con el equipo Carolina Hurricanes, en el cual jugó dos temporadas (2017-2019), después pasó a Vegas Golden Knights, donde lleva jugando cinco temporadas.